# Torre de Vale de Todos
Torre de Vale de Todos é uma povoação portuguesa do Município de Ansião sede de paróquia da Diocese de Coimbra e que foi sede da Freguesia de Torre de Vale de Todos, freguesia que tinha 11,14 km² de área e 411 habitantes (2011), e, por isso, uma densidade populacional de 36,9 hab/km².
A Freguesia de Torre de Vale de Todos foi extinta em 2013, no âmbito de uma reforma administrativa nacional, tendo o seu território sido agregado à freguesia de Ansião.

## População
| População da freguesia de Torre de Vale de Todos | População da freguesia de Torre de Vale de Todos | População da freguesia de Torre de Vale de Todos | População da freguesia de Torre de Vale de Todos | População da freguesia de Torre de Vale de Todos | População da freguesia de Torre de Vale de Todos | População da freguesia de Torre de Vale de Todos | População da freguesia de Torre de Vale de Todos | População da freguesia de Torre de Vale de Todos | População da freguesia de Torre de Vale de Todos | População da freguesia de Torre de Vale de Todos | População da freguesia de Torre de Vale de Todos | População da freguesia de Torre de Vale de Todos | População da freguesia de Torre de Vale de Todos | População da freguesia de Torre de Vale de Todos |
| ------------------------------------------------ | ------------------------------------------------ | ------------------------------------------------ | ------------------------------------------------ | ------------------------------------------------ | ------------------------------------------------ | ------------------------------------------------ | ------------------------------------------------ | ------------------------------------------------ | ------------------------------------------------ | ------------------------------------------------ | ------------------------------------------------ | ------------------------------------------------ | ------------------------------------------------ | ------------------------------------------------ |
| 1864                                             | 1878                                             | 1890                                             | 1900                                             | 1911                                             | 1920                                             | 1930                                             | 1940                                             | 1950                                             | 1960                                             | 1970                                             | 1981                                             | 1991                                             | 2001                                             | 2011                                             |
| 757                                              | 797                                              | 838                                              | 881                                              | 937                                              | 886                                              | 750                                              | 813                                              | 771                                              | 705                                              | 605                                              | 583                                              | 496                                              | 456                                              | 411                                              |

## História
Até ao início do século XIX constituiu o couto de Vale de Todos.
O primeiro documento conhecido que refere o nome desta localidade, data do reinado de D. Afonso Henriques (1162) em plena luta entre Cristãos e Muçulmanos (Reconquista Cristã), nesta região da Ladeia, onde haveria uma torre de defesa avançada de Coimbra (como aconteceu noutras localidades vizinhas), então a cidade capital do reino em formação.
O seu nome, muito provavelmente, veio da existência dessa torre defensiva. Tratando-se de uma elevação natural, na parte Sul da Ladeia, esta probabilidade ganha grande credibilidade, apesar de não se encontrar nos arredores da povoação qualquer vestígio dessa construção, a não ser no próprio nome da povoação.
Aquando do seu povoamento, há o registo da Quinta de Vale de Todos que o Chantre de Coimbra, João Joanes, doou à Sé de Braga. Pertenceu, sucessivamente, a Penela, ao termo de Coimbra e, muito mais tarde, ao concelho de Ansião.
A sua população vive, sobretudo, da actividade agrícola: produção de cereais, azeite, vinho, criação de gado e produção de queijo, já que integra a zona demarcada do famoso Queijo do Rabaçal.
Em Torre de Vale de Todos, é local obrigatório de visita a Igreja Paroquial de N.ª Sr.ª da Graça, igreja que se supõe de fundação quinhentista, sendo alterada ao longo dos séculos. O seu interior é de uma só nave, coberta por um tecto de três planos. Mas a sua maior preciosidade é a escultura de Nossa Senhora da Graça, de meados do século XVI. Em pedra de Ançã, policromada, esta peça de grande valor artístico é da autoria do grande Mestre conimbricense João de Ruão, e já tem inclusive saído para exposições de nível nacional e internacional. Ainda no interior da Igreja, merece igualmente a atenção do visitante, a escultura em pedra quinhentista da Santíssima Trindade (no Altar-Mor); e as Imagens seiscentistas, também em pedra, de São Gregório e Santo António.
O traçado rural das ruas e as habitações humildes da parte antiga da povoação são outro atractivo do lugar da Torre, donde se tem uma vista panorâmica bastante agradável.

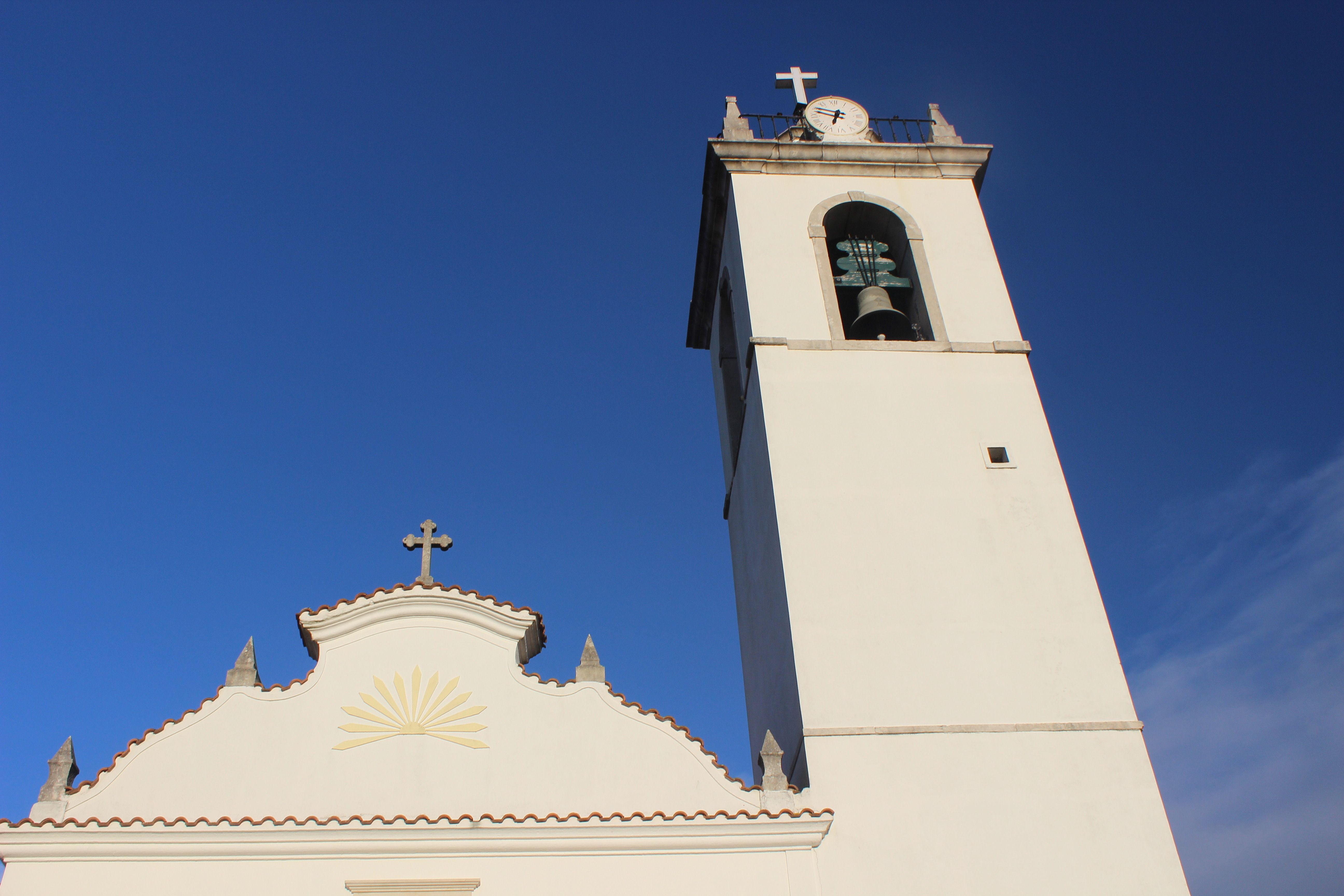
Igreja de Nossa Senhora da Graça